# Alitalia Express
Alitalia Express – nieistniejące włoskie linie lotnicze z siedzibą w Rzymie. Były częścią włoskich linii lotniczych Alitalia.
Głównymi hubami były port lotniczy Rzym-Fiumicino i Mediolan-Malpensa. Firma powstała na bazie linii Avianova, która weszła w skład Alitalii w 1997. Linie zaprzestały działalności w styczniu 2009.